# Klein Bennebek
Klein Bennebek település Németországban, Schleswig-Holstein tartományban. Lakosainak száma 523 fő (2023. december 31.).

## Népesség
A település népességének változása:
| Lakosok száma | 549  | 530  | 550  | 527  | 524  | 523  |
|               | 1975 | 2017 | 2019 | 2021 | 2022 | 2023 |